# Graeme Devine
Graeme Devine é um designer e programador de jogos de computador que co-fundou a Trilobyte, criou os jogos mais vendidos The 7th Guest e The 11th Hour, e ajudou a projetar a Quake III Arena da id Software. Foi presidente da International Game Developers Association (IGDA) de 2002 a 2003. Uma das marcas registradas de Graeme é seu uso de camisetas relacionadas a Scooby-Doo. Ele disse sobre seu trabalho que "eu não me apeguei a nenhum gênero, plataforma ou propriedade intelectual ao longo da minha carreira, e espero que as pessoas acabem se dando conta disso".

## Biografia
Devine nasceu em 1966 em Glasgow, Escócia e começou sua carreira trabalhando no TRS-80 aos 14 anos no final dos anos 1970. Ele ingressou na Atari, Inc., aos 16 anos, para portar seu clássico jogo Pole Position para o Commodore 64, Apple e ZX Spectrum. Ele também trabalhou na divisão de jogos da Lucasfilm, na Activision UK e na Virgin Interactive.
Devine fundou a Trilobyte em dezembro de 1990 com Rob Landeros. Juntos, eles criaram o conceito original do jogo de quebra-cabeça de 1992. The 7th Guest. Graeme foi o programador principal do jogo e na sequência The 11th Hour. The 7th Guest vendeu 2 milhões de cópias e é creditado (junto com o jogo Myst) por incentivar o uso de unidades de CD-ROM para jogos.

### id Software

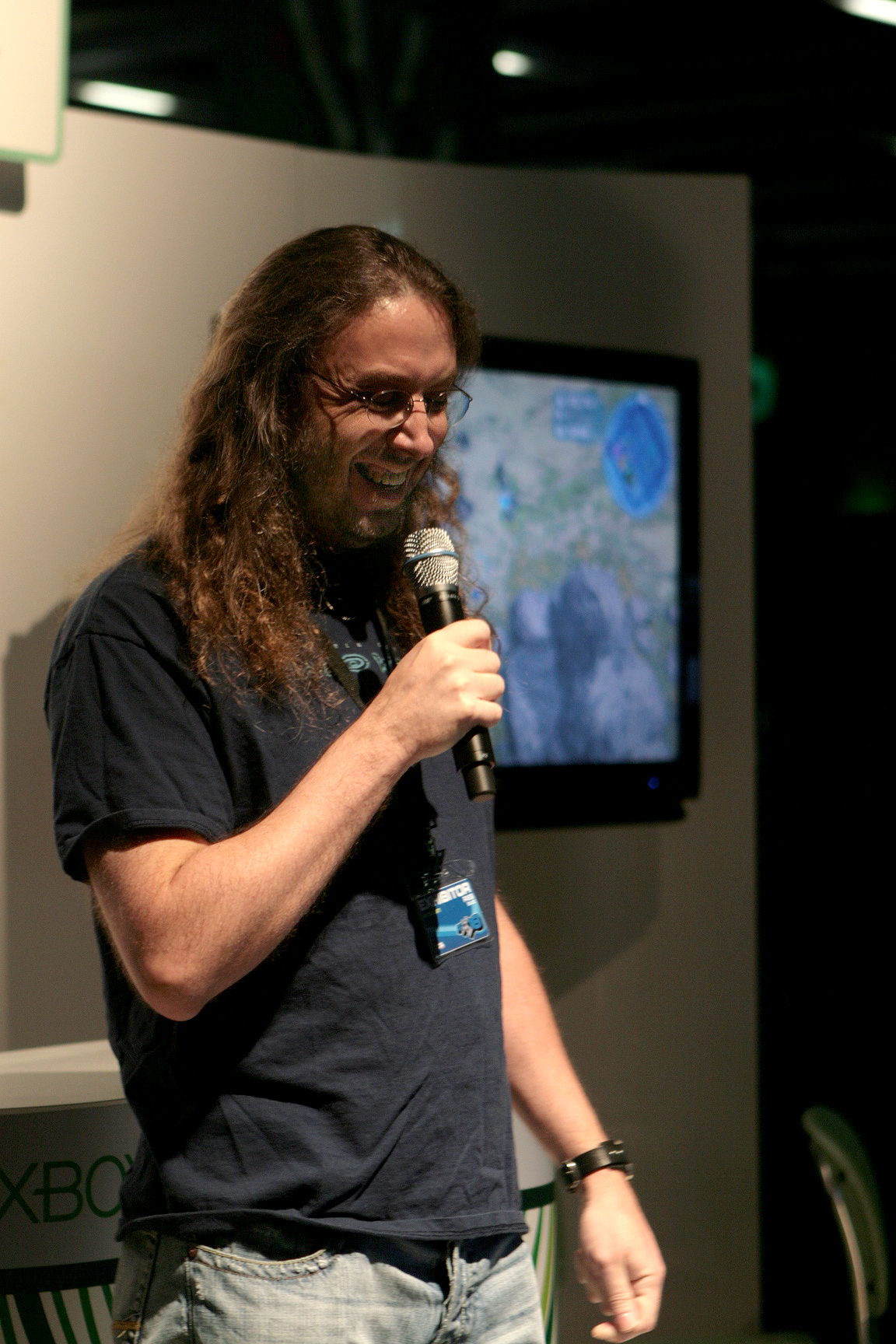
Devine demonstrando Halo Wars na Penny Arcade Expo, 2008

Após o fim da Trilobyte, no final dos anos 90, Devine se juntou à id Software em 1999 para trabalhar como designer em Quake III Arena e Quake III Team Arena. Na id, ele ganhou reconhecimento na comunidade de jogos Mac por apoiar o desenvolvimento na plataforma. Ele também trabalhou nas versões Game Boy Advance de Commander Keen (2001), Wolfenstein 3D e Doom II, e foi programador em Doom 3 até se mudar para o Ensemble Studios em agosto de 2003. Matthew J. Costello, que trabalhou com Devine em The 7th Guest, também ajudaria no enredo de Doom 3 e, como o 7th Guest, mais tarde a novelizar. Devine então assumiu a posição de Designer Principal para Halo Wars, um RTS para o Xbox 360. Em fevereiro de 2008, Devine foi nomeado um dos 100 principais desenvolvedores na indústria de jogos eletrônicos.

### Apple
Em 2009, Devine foi contratado pela Apple Inc.. Ele estava encarregado de garantir que os dispositivos iOS da Apple reproduzissem jogos bem. Em dezembro de 2010, ele deixou a Apple para se concentrar no desenvolvimento de jogos em dispositivos iOS.

### Jogos GRL
Devine fundou a GRL Games em Santa Cruz, Califórnia, em 2010, focada em criar jogos para iPhone e iPad. Segundo o site da empresa, a GRL significa "Giant Robot Lizard" ou "Graeme Roque Lori". O primeiro aplicativo da GRL Games, Full Deck Solitaire, foi lançado em 2011, juntamente com Clandestiny, Full Deck Word Games, Full Deck Poker Solitaire e Solitaire Minute. A GRL Games anunciou Dance City em 10 de março de 2012.

### Magic Leap
Magic Leap é um sistema virtual de exibição de retina usando campos de luz. A empresa começou em 2010. Em 2014, ele levantou mais de US$ 540 milhões em financiamento de empreendimentos do Google, Qualcomm, Andreessen Horowitz e Kleiner Perkins, entre outros investidores. Devine é o diretor de criação e vice-presidente sênior de jogos, aplicativos e experiências criativas.